# Шанд, Брюс
Брюс Шанд (англ. Bruce Shand; 22 января 1917, Лондон, Великобритания — 11 июня 2006, Сторпаин, Дорсет, Великобритания) — британский военный, известный в первую очередь как отец Камиллы, супруги короля Великобритании Карла III.

## Биография
Брюс Шанд принадлежал к нетитулованному дворянскому роду шотландского происхождения. Он родился в 1917 году в семье Филиппа Мортона Шанда и Эдит Маргерит Харрингтон. Родители Брюса спустя три года развелись, отец женился ещё трижды, а мать вышла за Герберта Чарльза Типета. Мальчик остался с матерью, на несколько лет уезжал с ней в США, но позже вернулся в Англию. Он окончил офицерскую школу в Сандхерсте, в 1937 году был зачислен в 12-й уланский полк в звании второго лейтенанта, стал командиром эскадрона. В 1940 году Шанд стал лейтенантом. Он участвовал в боевых действиях на континенте в начале Второй мировой войны, эвакуировался из Дюнкерка в мае 1940 года, был награждён Военным крестом. В сентябре 1941 года Шанд оказался в Северной Африке. За отличие в бою он получил второй Военный крест и чин майора, а в ноябре 1942 года попал в плен к немцам. До конца войны его держали в замке Шпангенберг.
Вернувшись на родину в 1945 году, Шанд женился на Розалинд Кьюбитт, дочери Роланда Кьюбитта, 3-го барона Эшкомба, и вышел в отставку. Он занялся винодельческим бизнесом, в 1974—1992 годах занимал должность вице-лейтенанта Восточного Суссекса. В 1990 году были опубликованы его мемуары.
Брюс Шанд стал отцом трёх детей: Камиллы (1947), Аннабель (1949) и Марка (1951—2014). Старшая дочь стала женой Эндрю Паркер-Боулза, причём Шанд поспособствовал этому браку, опубликовав в газете объявление о предстоящей помолвке (после этого Паркер-Боулзу пришлось сделать предложение). Камилла, однако, вступила в связь с Чарльзом, принцем Уэльским. Известно, что Шанд был категорически против и однажды даже заявил в лицо принцу, что тот разрушил личную жизнь Камиллы. В конце концов Шанд всё же смягчился и одобрил второй брак дочери. Он умер через год после этого (2006).